# Giao tiếp ở người
Giao tiếp ở người là lĩnh vực nghiên cứu cách con người giao tiếp. Động từ giao tiếp (communicate) là hoạt động chia sẻ, trao đổi thông tin, tin tức, ý tưởng. Giao tiếp ở người (human communication) là cách con người giao tiếp với nhau. Giao tiếp của con người được bắt nguồn từ những ý định hợp tác và chia sẻ.
Con người có các khả năng giao tiếp mà các loài vật khác không có, chẳng hạn như con người thể giao tiếp với nhau các vấn đề như thời gian và địa điểm như thể đây là những vật hữu hình. Người ta cho rằng con người giao tiếp là để cầu viện sự trợ giúp, để báo tin cho người khác, và chia sẻ các thái độ nhằm gắn kết chặt chẽ hơn. Giao tiếp là một hoạt động chung, phần lớn phụ thuộc vào khả năng giữ sự chú ý chung, chia sẻ kiến thức nền tảng và kinh nghiệm chung để có được nội dung xuyên suốt và giúp sự trao đổi có ý nghĩa.

## Bản chất của giao tiếp ở người
Bản chất của giao tiếp là những thuộc tính căn bản, ổn định, đặc tính vốn có bên trong của hoạt động trao đổi thông tin giữa con người với nhau. Cụm từ thông tin nói lên những thông điệp chính cần được truyền tải bởi một phương tiện truyền tải như âm thanh giọng nói, tệp âm thanh giọng nói, văn bản chữ viết, tệp văn bản chữ viết, hình ảnh, tệp hình ảnh, cử chỉ, tệp hình ảnh cử chỉ. Theo đó, dạng thể hiện (dưới dạng mã hóa) của thông tin trong giao tiếp bao gồm: ngôn ngữ tự nhiên, ngôn ngữ hình ảnh, và ngôn ngữ cơ thể; phương tiện truyền tải thông tin trong giao tiếp bao gồm: giọng nói, chữ viết, hình ảnh và cử chỉ; cách truyền tải thông tin trong giao tiếp bao gồm: trực tiếp, và gián tiếp; phương tiện mã hóa thông tin trong giao tiếp bao gồm: chân, tay, mắt, miệng, và đầu; phương tiện thu nhận và giải mã thông tin trong giao tiếp bao gồm: tai (thính giác), mắt (thị giác), và mũi (khứu giác). Cụm từ hoạt động trao đổi nói lên tính hai chiều của thông tin, nghĩa là “thông báo” gửi đi và “nhận lại phản hồi”. Theo đó, môi trường trao đổi thông tin bao gồm: môi trường không khí, và môi trường mạng.

Bản chất của giao tiếp là những thuộc tính căn bản, ổn định, đặc tính vốn có bên trong của hoạt động trao đổi thông tin giữa con người với nhau.

## Các loại hình
Giao tiếp ở người có thể được chia ra thành các loại sau:
- Giao tiếp với bản thân
- Giao tiếp giữa hai người trở lên
  - Giao tiếp phi ngôn ngữ
  - Nói
  - Hội thoại
  - Giao tiếp trực quan
  - Chữ viết
  - Thư từ
  - Truyền thông đại chúng
  - Viễn thông
- Giao tiếp bên trong một nhóm
- Giao tiếp đại chúng
- Giao tiếp giữa các nhóm
- Giao tiếp liên văn hóa
- Truyền miệng